# Concepción Mariño
Concepción Mariño Carige Fitzgerald (1790 – 1854) là nữ anh hùng trong cuộc Chiến tranh giành độc lập Venezuela.

## Tiểu sử
Sinh ra ở El Valle del Espíritu Santo, Mariño lớn lên trong một gia đình giàu có. Cha bà là Santiago Mariño de Acuña người Tây Ban Nha. Mẹ bà là Atanasia Carige Fitzgerald người Ailen, em gái của nhà lãnh đạo Santiago Mariño. Cha mẹ bà sở hữu đất đai trên đảo Trinidad và miền đông Venezuela, bao gồm đảo nhỏ Chacachacare và một đảo khác ở Delta Amacuro. Bà kết hôn với Jose Maria Sanda và có năm người con. Sau khi kết hôn, bà được hưởng thừa kế gia sản của Chacachacare và bà dành dụm, tích lũy đáng kể về đất đai và tài sản.
Sau khi thành lập Đệ nhất Cộng hòa Venezuela vào giữa năm 1812, trang trại của Mariño ở Chacachacare trở thành nơi gặp gỡ của những người Cộng hòa. Mariño đóng một vai trò quan trọng, phụ trách kho vũ khí buôn lậu từ Trinidad đến đất liền để cung cấp cho quân đội Simón Bolívar sử dụng. Hành động đó đã gây ra một vụ kiện theo thẩm quyền của quân luật Anh.
Chiến dịch giải phóng miền đông Venezuela bắt đầu vào ngày 2 tháng 1 năm 1813, trên khu đất Chacachacare. Chiến dịch bao gồm việc soạn thảo và ký kết bản Acta Chacachacare giữa Santiago Mariño, Francisco Azcue, Jose Francisco Bermudez, Manuel Piar và Manuel Valdes, trong đó đề cập đến việc Mariño như một "người phụ nữ cao thượng", và bắt đầu chiến dịch Campaña de Oriente. Năm 1821, khi Venezuela đối mặt với mối đe dọa từ Miguel de la Torre, Mariño đã tham gia vận chuyển vũ khí từ Jamaica cho Quân đội Bolivar.
Bà qua đời ở Chacachacare năm 1854.